# 托尼·丹扎
托尼·丹扎（Tony Danza，1951年4月21日—），本來從事職業拳擊手，戰績為9勝3負，之後轉職為美國演員，曾獲艾美獎和金球獎提名。另外於1998年，丹扎因演出情景喜劇《托尼·丹扎秀》，而獲得人民選擇獎中的最受歡迎男演員。